# タラガンテ県
タラガンテ県（スペイン語：Provincia de Talagante）は、チリの中央部にあるサンティアゴ首都州 (RM) の6つの県のうちの1つである。県都のタラガンテ市は、首都サンティアゴの35㎞（22マイル）南西に位置する。県の北東部は、サンティアゴ・コナベーションに含まれる。

## 行政
県であるタラガンテは、第二級行政区画であり、大統領によって任命される知事が政治を行っている。

### コムーナ
県は、各自治体の市長と議会により政治が行われる、5つのコムーナ（スペイン語：comunas）から構成される。
- イスラ・デ・マイポ
- エル・モンテ
- パードレ・ウルタド
- ペニャフロール
- タラガンテ

## 地理と人口動態
以下は、2002年国勢調査による。
- 面積：582.3k㎡（225平方マイル、州内最小）

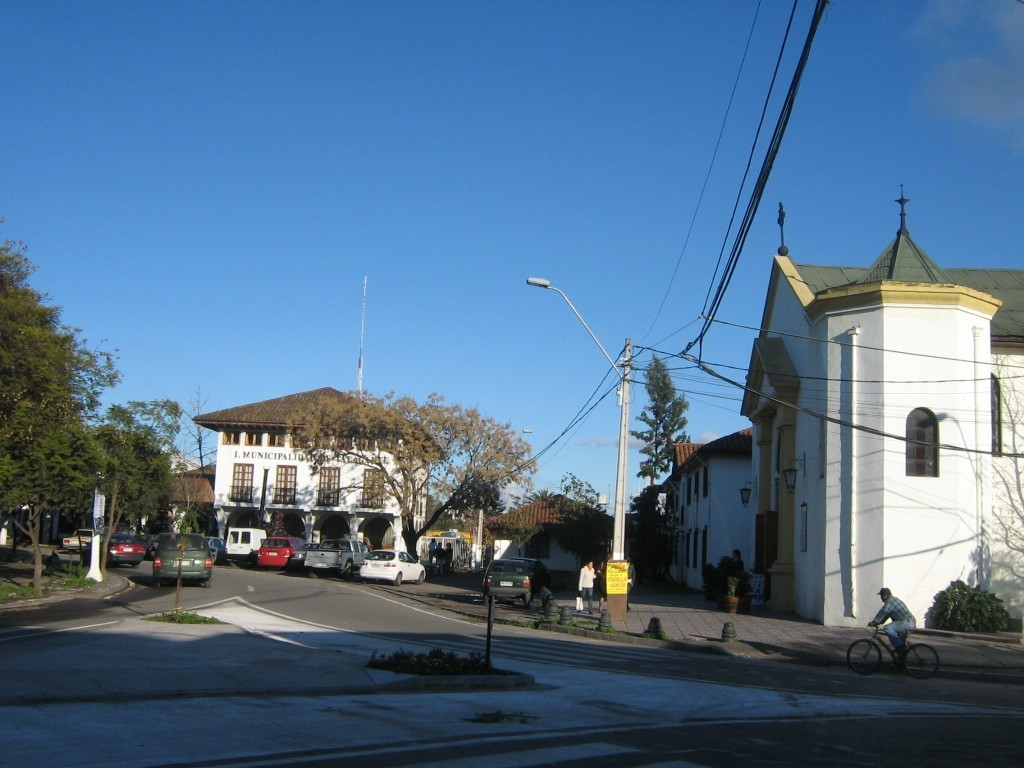
タラガンテ・ダウンタウン

- 人口：217,449人（州内4位）
  - 男性：107,935人
  - 女性：109,514人
  - 都市的地域：188,572人
  - 地方：28,877人